# CA River Plate (Montevideo)
Club Atlético River Plate, zwykle znany pod nazwą River Plate, jest urugwajskim klubem piłkarskim z siedzibą w mieście Montevideo.

## Osiągnięcia
- Mistrz drugiej ligi urugwajskiej (6): 1943, 1967, 1978, 1984, 1991, 2004

## Historia
Klub założony został 11 maja 1932 w wyniku fuzji klubów CA Capurro i Olimpia FC. Obecnie drużyna występuje w pierwszej lidze urugwajskiej Primera División Uruguaya. Klub ten bywa mylony ze starym klubem River Plate FC, rozwiązanym w latach 20. XX wieku.